# Jukkis Uotila
Jukka-Pekka (Jukkis) Uotila, född 23 augusti 1960 i Helsingfors, är en finländsk jazzmusiker. 
Uotilas instrument är trummor och piano. Han var lektor och ledare för Sibelius-Akademins jazzavdelning 1986–1994, biträdande professor 1994–1998 (första professuren i ämnet i Skandinavien) och blev professor vid avdelningen 1998. Den även som kompositör framstående Uotila hör till Finlands internationellt mest bevandrade jazzmusiker. 
Språngbrädan för karriären var Pori Jazz-festivalen, där han väckte uppmärksamhet redan som 17-årig trumslagare. År 1980 reste han till New York, och ett mångårigt samarbete med flera amerikanska och europeiska toppnamn inleddes. Utöver medverkan i UMO Jazz Orchestra och betydande utländska storband har han genom sitt eget internationellt präglade Jukkis Uotila Band spelat med bland andra Randy Brecker, Mike Stern och Bob Berg och som frilans med jazzstorheter som Gil Evans, McCoy Tyner och Joe Henderson. Uotila har gjort sex album under eget namn och gästat en stor mängd andra artisters inspelningar.